# مزورة (سطات)
مزورة جماعة قروية مغربية تنتمي لإقليم سطات التابع لجهة الدار البيضاء سطات. كان مجموع عدد سكان جماعة مزورة القروية 10 194 نسمة (تعداد السكان الرسمي 2004).